# 1869
Промислова революція •  Національно-визвольні рухи • Робітничий рух •  Колоніальні імперії •  Рісорджименто

## Геополітична ситуація
У Росії царює імператор Олександр II (до 1881). Російській імперії належить більша частина України, значна частина Польщі, Грузія, Закавказзя, Фінляндія, Бухарське ханство. Україну розділено між двома державами — Королівство Галичини та Володимирії належить Австрії, Правобережжя, Лівобережжя та Крим — Російській імперії.
В Османській імперії править султан Абдул-Азіз (до 1876). Під владою османів перебувають Близький Схід та Єгипет, Середземноморське узбережжя Північної Африки, Болгарія. Васалами османів є Сербія та Боснія, Волощина та Молдова.
В Австро-Угорщині править Франц-Йосиф I (до 1916). Імперія охоплює, крім австрійських та угорських земель, Хорватію, Трансильванію, Богемію. Північнонімецький союз очолює Вільгельм I (до 1888). Королівство Баварія — Людвіг II (король Баварії) (до 1886).
У Франції править Наполеон III Бонапарт (до 1870). Франція має колонії в Алжирі, Карибському басейні, Південній Америці в Індокитаї та Індії. В Іспанії королева Ізабелла II втратила владу. Іспанії належать частина островів Карибського басейну, Філіппіни. У Португалії править Луїш I (до 1889). Португалія має володіння в Африці, Індії, Індійському океані й Індонезії.
У Великій Британії триває Вікторіанська епоха — править королева Вікторія (до 1901). Британія має колонії в Північній Америці, на Карибах, на півдні Африки та в Індії. Королівство Нідерланди очолює Віллем III (до 1890). Король Данії та Норвегії — Кристіан IX (до 1906), на шведському сидить Карл XV (до 1872). Королівство Італія, очолює Віктор Емануїл II (до 1878). Існує Папська держава з центром у Римі.
Бразильську імперію очолює Педру II (до 1889). Посаду президента США обіймає Грант Улісс. Територію на півночі північноамериканського континенту займає Канадська конфедерація (домініон Великої Британії), територія на півдні континенту належить Мексиці.
В Ірані при владі Каджари. Владу над Індостаном утримує Британська корона. У Бірмі править династія Конбаун, у В'єтнамі — династія Нгуєн, у Сіамі — династія Чакрі. У Китаї володарює Династія Цін. В Японії триває період Мейдзі.

## Події

### В Україні
- 12 липня відкрито станцію Підзамче на лінії Львів — Броди.
- Джон Юз отримав дозвіл на підприємницьку діяльність у Донбасі.
- На західноукраїнських землях проведено шкільну реформу.

### У світі
- 27 січня прихильниками сьогунату Токугава проголошено Республіку Едзо. Республіка проіснувала до 27 червня.
- 4 березня Улісс Грант приніс присягу президента США.
- 10 травня завершилося будівництво Першої трансконтинентальної залізниці у США.
- 17 листопада інавгуровано Суецький канал.
- 8 грудня відкрився Перший Ватиканський собор.

### В суспільному житті
- Засновано:
  - Американський музей природознавства.
  - Університет Пердью.
  - Університет Отаго.
  - Інвестиційну компанію Goldman Sachs.
  - Харчову компанію Kraft Heinz.
- У Великій Британії відкрилася мережа супермаркетів Sainsbury's.
- Відбулося перше естонське свято пісні.

### У науці
- Дмитро Менделєєв відкрив періодичну систему хімічних елементів.
- Швейцарський хімік-органік Фрідріх Мішер відкрив ДНК.
- Вийшов у світ перший номер журналу Nature.

### У мистецтві
- Жуль Верн надрукував романи «Двадцять тисяч льє під водою» та «Навколо Місяця».
- Віктор Гюго видав роман «Людина, яка сміється».
- Відбулася прем'єра опери Ріхарда Вагнера «Золото Рейну».
- Йоганнес Брамс скомпонував перші з «Угорських танців».
- Відкрилася Віденська опера.

### У спорті
- Відбулися перші матчі з американського футболу.
- Засновано шотландський футбольний клуб «Кілмарнок».

## Народились
Див. також Категорія:Народились 1869
- 26 лютого — Надія Костянтинівна Крупська, російська революціонерка, дружина В. І. Леніна
- 18 березня — Невілл Чемберлен, британський державний діяч, прем'єр-міністр Великої Британії (1937—1940)
- 23 березня — Альбіцький Олександр Генадійович, священник Російської православної церкви.

## Померли
Див. також Категорія:Померли 1869
- 11 березня — Одоєвський Володимир Федорович, російський письменник, музикознавець.